# Pinguicula chuquisacensis
Pinguicula chuquisacensis (лат.) — насекомоядное растение, вид рода Жирянка (Pinguicula) семейства Пузырчатковые (Lentibulariaceae), эндемик Боливии.

## Ботаническое описание
Pinguicula chuquisacensis — насекомоядное растение, относительно прямостоячее, с плоскими листьями. У растения 4-6 овальных или яйцевидно-продолговатых листьев, образующих розетку. Цветки мелкие, длиной 13-15 мм, включая шпорец длиной 2-3 мм. Цветёт в июле, плодоносит в ноябре.
Генетически P. chuquisacensis наиболее близок к Pinguicula incoluta и Pinguicula calyptrata.

## Распространение и местообитание
P. chuquisacensis — эндемик Боливии, произрастает на высоте 2 400 м над уровнем моря. Встречается только в долине Нуэво-Мундо, на одной из скал к северо-востоку от посёлка Вилла-Серрано в департаменте Чукисака в Боливийско-Тукуманском биогеографическом регионе. Растёт на открытых участках только на кислых формациях песчаника, часто покрытых туманом.

## Охранный статус
Авторы рекомендовали классифицировать этот вид как CR (находящийся под угрозой исчезновения) из-за небольшой площади обитания, а также потенциальных и постоянных угроз для территорий, расположённых вблизи и в окрестностях скалы.